# Amyna insularum
Amyna insularum là một loài bướm đêm trong họ Noctuidae.